# Procuraduría de Protección de Niñas, Niños y Adolescentes del Estado de Sonora
La Procuraduría de Protección de Niñas, Niños y Adolescentes del Estado de Sonora, es el organismo encargado del cuidado y garantizar el pleno goce, respeto, protección y promoción de los derechos humanos de niñas, niños y adolescentes.
El Propósito de esta dependencia será el de garantizar el interés superior de la niñez, así como promover, respetar, proteger y garantizar los derechos humanos de niñas, niños y adolescentes que habiten y/o transiten en el Estado de Sonora.
Para garantizar el pleno goce, respeto, protección y promoción de los derechos humanos de niñas, niños y adolescentes esta dependencia aplica conjuntamente diversas normas, entre ellas:
- Constitución Política de los Estados Unidos Mexicanos
- La Convención Sobre los Derechos del niño y demás tratados internacionales en Derechos Humanos de los que el Estado Mexicano forma parte
- La Constitución Política del Estado Libre y Soberano de Sonora
- Ley General de los Derechos de Niñas, Niños y Adolescentes
- Ley de los Derechos de Niñas, Niños y Adolescentes en el Estado de Sonora
- El Código de Familia del Estado de Sonora

Entre muchas otras

## Historia
Los primeros antecedentes de la Protección a la infancia en Sonora son:
- Boletín Oficial del Estado de la Ley de Beneficencia Privada el 16 de abril de 1928, surgiendo la Asociación de Protección a la Niñez en el Estado de Sonora.
- 7 de octubre de 1961 se publicó el decreto Nº 3, en el cual se crea el Instituto de Protección a la Infancia del Estado de Sonora.
- 7 de diciembre de 1974 es publicado en el Boletín Oficial del Gobierno del Estado el Decreto Nº 61, adecuando las funciones del Instituto de Protección a la Infancia del Estado.
- El 31 de enero de 1976 sobre la base del Decreto Nº 136 se amplían los objetivos y atribuciones, denominándosele “Instituto Mexicano para la Infancia y para la Familia del Estado de Sonora”
- Decreto Nº 51 el 8 de junio de 1977, este instituto cambia su denominación al Sistema para el Desarrollo Integral de la Familia del Estado de Sonora.
- 8 de diciembre de 1992 se promulga la Ley N° 74, que crea el Consejo Tutelar para Menores del Estado de Sonora. Ésta publica en su artículo 16 la creación de la Procuraduría de la Defensa del Menor y la Familia, la cual tiene personalidad jurídica propia con sede en Hermosillo.
- el 25 de septiembre de 2008 se promulga la Ley 170; "Ley Orgánica de la Procuraduría de la Defensa del Menor y la Familia del Estado de Sonora" [3]
- Con fecha 17 de diciembre de 2015, se expide Ley de los derechos de niñas, niños y adolescentes del Estado de Sonora. Ley n.º 81; [4]

## Histografía
| Gobernador                                   | Gobernador                                    | Director/a                      | Director/a                              | Procurador/a                                      | Procurador/a                               | Logros |
| -------------------------------------------- | --------------------------------------------- | ------------------------------- | --------------------------------------- | ------------------------------------------------- | ------------------------------------------ | --- |
|                                              | Francisco Alfonso Durazo Montaño 2021-        |                                 | Lizeth Teresita Vásquez Ochoa 2024-     |                                                   | Jorge Axayácatl Yeomans Rosas 2021-        | Puesta en marcha del Centro de asistencia Social para Familias en Movilidad “Yoemia” Premio Pablo Valenti – dentro del Concurso “Gobernarte 2022: El arte del buen gobierno” otorgado por El Banco Interamericano de Desarrollo Premio “Buenas Practicas Encontradas” Otorgado por la Organización Internacional para las Migraciones (OIM) Sede de la Décima Conferencia Nacional de Procuradoras y Procuradores de Protección de Niñas, Niños y Adolescentes Certificación en estándares de competencia en la supervisión de los Centros de Asistencia Públicos y Privados |
| Lorenia Iveth Valles Sampedro 2021-2024      | Francisco Alfonso Durazo Montaño 2021-        |                                 |                                         |                                                   | Jorge Axayácatl Yeomans Rosas 2021-        | Puesta en marcha del Centro de asistencia Social para Familias en Movilidad “Yoemia” Premio Pablo Valenti – dentro del Concurso “Gobernarte 2022: El arte del buen gobierno” otorgado por El Banco Interamericano de Desarrollo Premio “Buenas Practicas Encontradas” Otorgado por la Organización Internacional para las Migraciones (OIM) Sede de la Décima Conferencia Nacional de Procuradoras y Procuradores de Protección de Niñas, Niños y Adolescentes Certificación en estándares de competencia en la supervisión de los Centros de Asistencia Públicos y Privados |
|                                              | Claudia Artemiza Pavlovich Arellano 2015-2021 |                                 | Wenceslao Cota Amador 2021-2021         |                                                   | María Lizette Salazar Lopéz 2021-2021      | - 2018: Inicia Operaciones Albergue TinOtoch - Creación del Reglamento para determinar la Idoneidad de los Solicitantes de adopción del estado de Sonora - Instalación del Programa Familias de Acogida |
| Karina Teresita Zarate Félix 2015-2021       | Claudia Artemiza Pavlovich Arellano 2015-2021 | Wenceslao Cota Amador 2015-2021 |                                         |                                                   |                                            | - 2018: Inicia Operaciones Albergue TinOtoch - Creación del Reglamento para determinar la Idoneidad de los Solicitantes de adopción del estado de Sonora - Instalación del Programa Familias de Acogida |
|                                              | Guillermo Padres Elias 2009-2015              |                                 | Agustin Blanco Loustaunau 2012-2015     |                                                   | Francisco Javier Gomez Izaguirre 2009-2015 | - Se Implementaron las pláticas “Reacciona” contra el maltrato infantil enfocados a padres de familia |
| Jhon Swanson Moreno 2009-2012                | Guillermo Padres Elias 2009-2015              |                                 |                                         |                                                   | Francisco Javier Gomez Izaguirre 2009-2015 | - Se Implementaron las pláticas “Reacciona” contra el maltrato infantil enfocados a padres de familia |
| Francisco Xavier Valenzuela Moreno 2009-2009 | Guillermo Padres Elias 2009-2015              |                                 |                                         |                                                   | Francisco Javier Gomez Izaguirre 2009-2015 | - Se Implementaron las pláticas “Reacciona” contra el maltrato infantil enfocados a padres de familia |
|                                              | Jose Eduardo Bours Castelo 2003-2009          |                                 | Flor de la Rosa Ayala Linares 2003-2009 | Procuraduría de La Defensa del Menor y la Familia | Wenceslao Cota Amador 2007-2009            | - 2008: Ley Orgánica de la Procuraduría de la Defensa del Menor y la Familia - 2007: La Dirección de Asistencia Jurídica pasa a convertirse en Centros y Coordinación de Adopciones - 2004: Mayor reajuste en la organización interna de la Procuraduría, creando la figura de subprocurador entre otros cambios |
| Maria Cristina Ross Acevedo 2006-2007        | Jose Eduardo Bours Castelo 2003-2009          |                                 | Flor de la Rosa Ayala Linares 2003-2009 | Procuraduría de La Defensa del Menor y la Familia |                                            | - 2008: Ley Orgánica de la Procuraduría de la Defensa del Menor y la Familia - 2007: La Dirección de Asistencia Jurídica pasa a convertirse en Centros y Coordinación de Adopciones - 2004: Mayor reajuste en la organización interna de la Procuraduría, creando la figura de subprocurador entre otros cambios |
| Gabriel Baldenebro Patrón 2003-2006          | Jose Eduardo Bours Castelo 2003-2009          |                                 | Flor de la Rosa Ayala Linares 2003-2009 | Procuraduría de La Defensa del Menor y la Familia |                                            | - 2008: Ley Orgánica de la Procuraduría de la Defensa del Menor y la Familia - 2007: La Dirección de Asistencia Jurídica pasa a convertirse en Centros y Coordinación de Adopciones - 2004: Mayor reajuste en la organización interna de la Procuraduría, creando la figura de subprocurador entre otros cambios |
|                                              | Armando López Nogales 1997-2003               |                                 | Margarita Elias de Proto 1999-2003      | Procuraduría de La Defensa del Menor y la Familia | Georgina Araiza Cuevas 1997-2003           | - de 1997 al 2001 la Dirección de Asistencia Jurídica tenía a su cargo la Procuraduría de la Defensa del Menor y la Familia, hasta su separación en 2001. |
| Raul Gonzalez de la Vega 1997-1999           | Armando López Nogales 1997-2003               |                                 |                                         | Procuraduría de La Defensa del Menor y la Familia | Georgina Araiza Cuevas 1997-2003           | - de 1997 al 2001 la Dirección de Asistencia Jurídica tenía a su cargo la Procuraduría de la Defensa del Menor y la Familia, hasta su separación en 2001. |
|                                              | Manlio Fabio Beltrones Rivera 1991-1997       |                                 | Gustavo Mercado Bohigas 1991-1997       | Procuraduría de La Defensa del Menor y la Familia | Alicia Solano Verdugo 1991-1997            | - 1999 Creación de "Jineseki" - 1995 Creación de la Dirección de Asistencia Jurídica |
|                                              | Rodolfo Félix Valdés 1985-1991                |                                 | Eduardo Cayetano Cacho Silvia 1985-1991 | Procuraduría de La Defensa del Menor y la Familia | Sergio Gocobachi Partida 1988-1991         | - 1987 UNACARI - Creación de la Procuraduría de la Defensa del Menor y la Familia |
| Luis Octavio Vazquez Bojorquez 1986-1988     | Rodolfo Félix Valdés 1985-1991                |                                 | Eduardo Cayetano Cacho Silvia 1985-1991 | Procuraduría de La Defensa del Menor y la Familia |                                            | - 1987 UNACARI - Creación de la Procuraduría de la Defensa del Menor y la Familia |
| Hector Navarro Velarde 1985-1986             | Rodolfo Félix Valdés 1985-1991                |                                 | Eduardo Cayetano Cacho Silvia 1985-1991 | Procuraduría de La Defensa del Menor y la Familia |                                            | - 1987 UNACARI - Creación de la Procuraduría de la Defensa del Menor y la Familia |